# Ferulago capillaris
Ferulago capillaris é uma espécie de planta com flor pertencente à família Apiaceae. 
A autoridade científica da espécie é (Link ex Spreng.) Cout., tendo sido publicada em A Flora de Portugal 452. 1913.

## Portugal
Trata-se de uma espécie presente no território português, nomeadamente em Portugal Continental.
Em termos de naturalidade é endémica da Península Ibérica.

## Protecção
Não se encontra protegida por legislação portuguesa ou da Comunidade Europeia.